# 前田一輝
前田 一輝（まえだ かずき、1988年〈昭和63年〉2月23日 - ）は、高田川部屋に所属した元大相撲力士。二所ノ関部屋マネージャー。茨城県稲敷郡阿見町議会議員（1期）。身長174cm、体重92.5kg。最高位は西幕下32枚目（2012年7月場所）。

## 来歴
兵庫県神戸市灘区出身。報徳学園中学校を卒業したが、報徳学園高等学校を1年で中退した。中退後、高田川部屋に入門し、2004年3月場所で初土俵を踏む。翌5月場所、序ノ口に付き、四股名を師匠の「前の山」と戦前の名力士の「神風」から高田川部屋所属の行司・式守勘太夫（後の38代木村庄之助）により、「前神風」と改めた。その後、四股名は序二段で「輝錦」、三段目で四股名を「威力」と変え（当時部屋付きだった千田川（元関脇安芸乃島）の命名）、 2009年5月場所から四股名を「前神風」に戻し、「前神風」のときに幕下に上がり、最高位の幕下32枚目に進んだ。四股名を「神風力」から「大神風」に改めた。2015年5月場所から「大神風龍二」と改名。この改名は当時、現役力士では最多の8回目の改名となった。これには当時年寄佐ノ山（元大関・千代大海、現・九重）から直々に「オレの名前をやる」と言われたことによる。2016年11月場所で引退した。
引退後は帰郷し、警備会社で働いた後、不動産会社に入社。不動産会社時代にファイナンシャルプランナー（2級FP技能士）の資格を取得した。取得後は税理士法人に転職し、管理職となった。この間、松本国際高等学校通信課程で学び、卒業した。その後は一門の横綱だった稀勢の里の誘いで二所ノ関部屋のマネージャーに就任した。2024年3月、二所ノ関部屋のある阿見町の町議会議員選挙に無所属で立候補し、当選した。
また、阿見町事業連携アドバイザーや合同会社力人代表社員を務める。

## 主な成績

### 通算成績
- 通算成績：261勝252敗12休（76場所）

## 改名歴
- 前田 一輝（まえだ かずき） 2004年3月場所
- 前神風 一輝（まえしんぷう かずき） 2004年5月場所 - 2005年11月場所
- 輝錦 一太郎（てるにしき いちたろう） 2006年1月場所 - 2006年5月場所
- 威力 太郎（いりょく たろう） 2006年7月場所 - 2009年3月場所
- 前神風 勝輝（まえしんぷう かつき） 2009年5月場所 - 2012年7月場所
- 神風力 勝輝（じんぷうりき かずき） 2012年9月場所
- 神風力 勝輝（しんぷうりき かずき） 2012年11月場所
- 大神風 力（だいかみかぜ ちから） 2013年1月場所 - 2015年3月場所
- 大神風 龍二（だいかみかぜ りゅうじ） 2015年5月場所 - 2016年11月場所